# Wilhelm-Wagenfeld-Haus (Bremen)

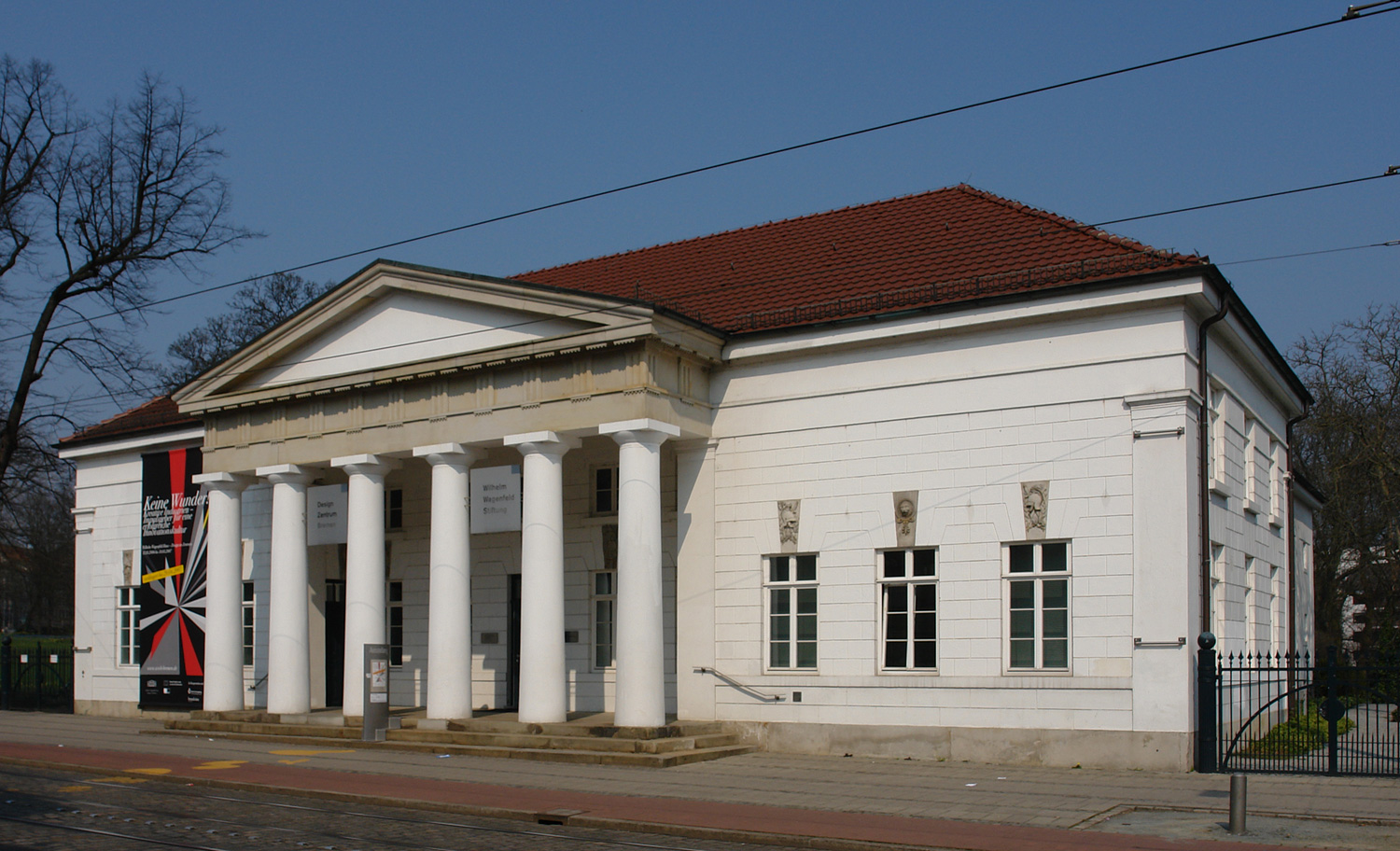
Das Wilhelm-Wagenfeld-Haus

Das Wilhelm-Wagenfeld-Haus ist eine vielfach genutzte kulturelle Einrichtung in Bremen, in der ausschließlich die Thematik Design behandelt wird. Es liegt am östlichsten Rand des Ortsteils Altstadt unmittelbar neben der Kunsthalle in den Wallanlagen an der Straße Am Wall, die in diesem Abschnitt auch als „Kulturmeile“ bekannt ist. Der Name geht auf den Produktdesigner Wilhelm Wagenfeld zurück. Wie alle klassizistischen Torhäuser Bremens steht es seit 1917 unter Denkmalschutz.

## Nutzung
Es dient als Ausstellungs- und Veranstaltungsplattform der Wirtschaftsförderung Bremen (WFB) sowie als Sitz der Wilhelm-Wagenfeld-Stiftung und der Bremer Design GmbH, die ein Unternehmen der WFB ist und das ebenfalls dort ansässige Design Zentrum Bremen trägt. Als Förderkreis des Hauses fungiert die Gesellschaft für Produktgestaltung e. V. Bremen (GfP). Internationale Bedeutung und Bekanntheit kommt der Institution zu, da die Stiftung dort den Nachlass des international renommierten Produktdesigners Wilhelm Wagenfeld verwaltet. Dieser – aber auch die Arbeiten anderer Künstler – werden im zweigeschossigen Ausstellungstrakt im vorderen Teil des Gebäudes auf etwa 330 Quadratmeter Präsentationsfläche in wechselnden Werkschauen der Öffentlichkeit präsentiert. In diese Räumlichkeiten integriert ist ein Vortragsraum. Auf der Grundlage ihrer umfangreichen Sammlungen und ihrem Archiv forscht die Stiftung zudem über Zusammenhänge der Designgeschichte und beschäftigt sich mit der Untersuchung komplexer Probleme der Planung und Herstellung von Industrieprodukten im Wechselverhältnis zum jeweiligen Umfeld. Auf Vorträgen und weiteren Veranstaltungen im Wilhelm-Wagenfeld-Haus werden aktuelle und historische Entwicklungen und Tendenzen im Feld des Design thematisiert. Regelmäßig stellten hier auch die Hochschule für Künste Bremen Projekt- und Abschlussarbeiten aus.
Zum 1. Januar 2015 stellte die Wirtschaftsförderung Bremen ihre Zahlung von Fördergeldern – bis dahin jährlich 200.000 Euro – an die Wilhelm-Wagenfeld-Stiftung ein. Die Gelder sollen in andere Projekte der städtischen Kreativ- und Kulturwirtschaft investiert werden. Ohne staatliche Förderung fallen die studentischen Präsentationen zukünftig weg. Die Stiftung plant allerdings, weiter mit der Hochschule zu kooperieren. Gleichzeitig hat die Kulturbehörde der Stadt den direkten institutionellen Zuschuss an die Stiftung erhöht. Mit Hilfe von Drittmittelgebern will die Stiftung die Ausstellungsflächen nun gänzlich selbstständig nutzen.
Im Erdgeschoss des rückwärtigen Gebäudeteils wurden einige Zellen des Detentionshauses als Dokumentationsstätte Gefangenenhaus Ostertorwache erhalten.
In Weimar gibt es auch ein Wohnhaus Wilhelm Wagenfelds. Dieses ist im Unterschied zu dem in Bremen nicht öffentlich, sondern noch immer Wohnhaus.

## Geschichte

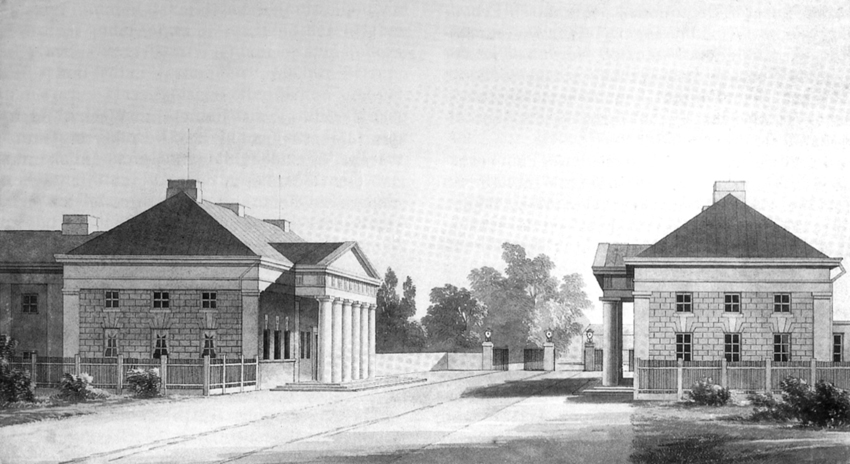
Entwurfszeichnung von 1825, links das heutige Wilhelm-Wagenfeld-Haus

Das Gebäude des Museums wurde 1825 bis 1828 zusammen mit dem heutigen Gerhard-Marcks-Haus auf der gegenüberliegenden Straßenseite nach Plänen von Friedrich Moritz Stamm als klassizistisches Torhausensemble von Wach- und Detentionsgebäude der Ostertorwache errichtet. Es steht seit 1973 unter Denkmalschutz.
1988 bot Wagenfeld seinen Nachlass dem Senat der Freien Hansestadt Bremen an. Nach seinem Tod zwei Jahre darauf zog 1992 die GfP (damals: Zentrum für Produktgestaltung) in das nun nach dem Künstler benannte Haus, bevor man mit Beschluss der Bremischen Bürgerschaft vom 15. September 1993 die Wilhelm-Wagenfeld-Stiftung gründete. Im März 1998 öffnete schließlich der öffentliche Ausstellungsbereich seine Türen.